# 泰安溫泉
24°28′19″N 120°58′37″E / 24.4719440°N 120.9769444°E

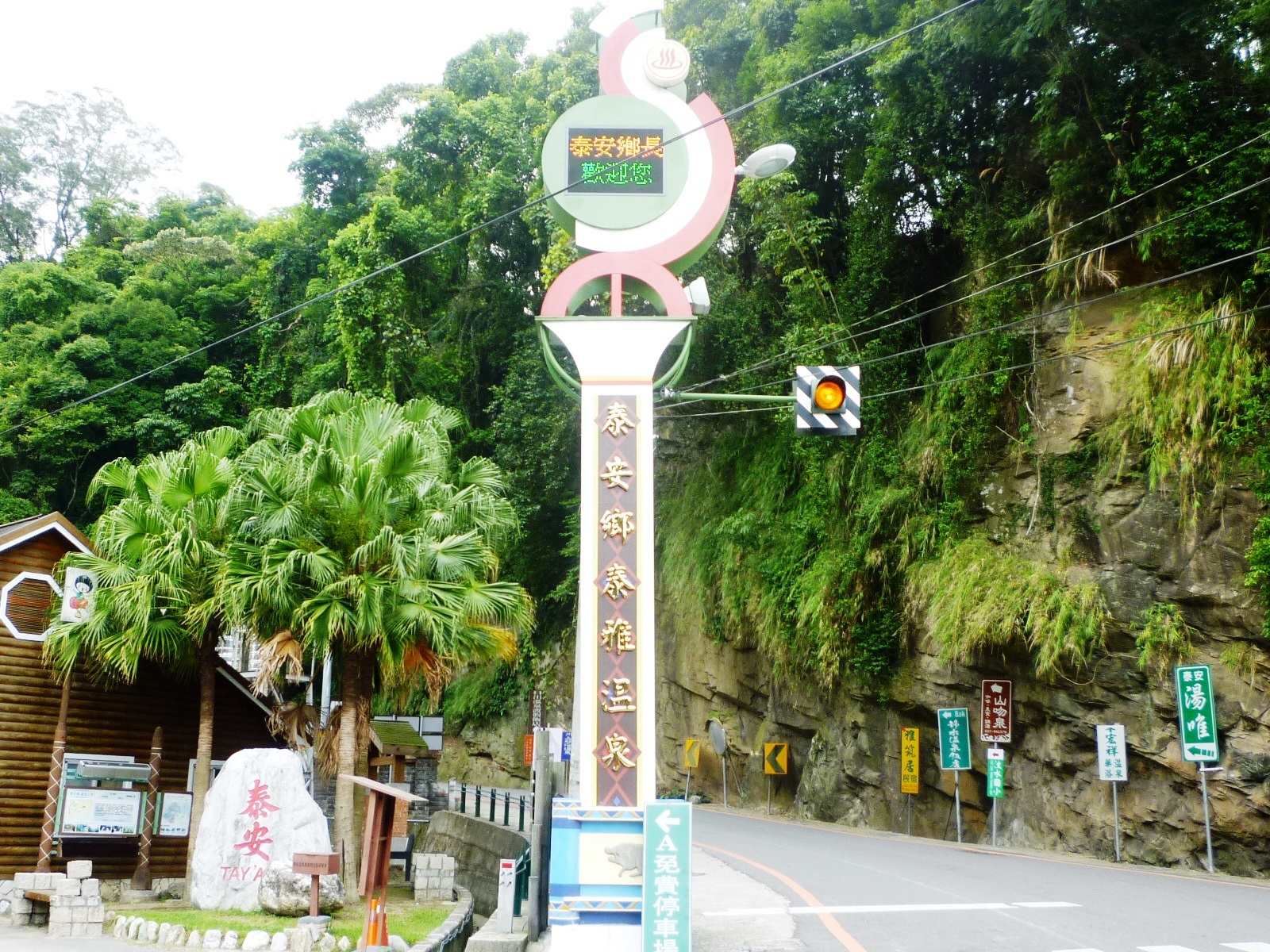
泰安溫泉的入口。

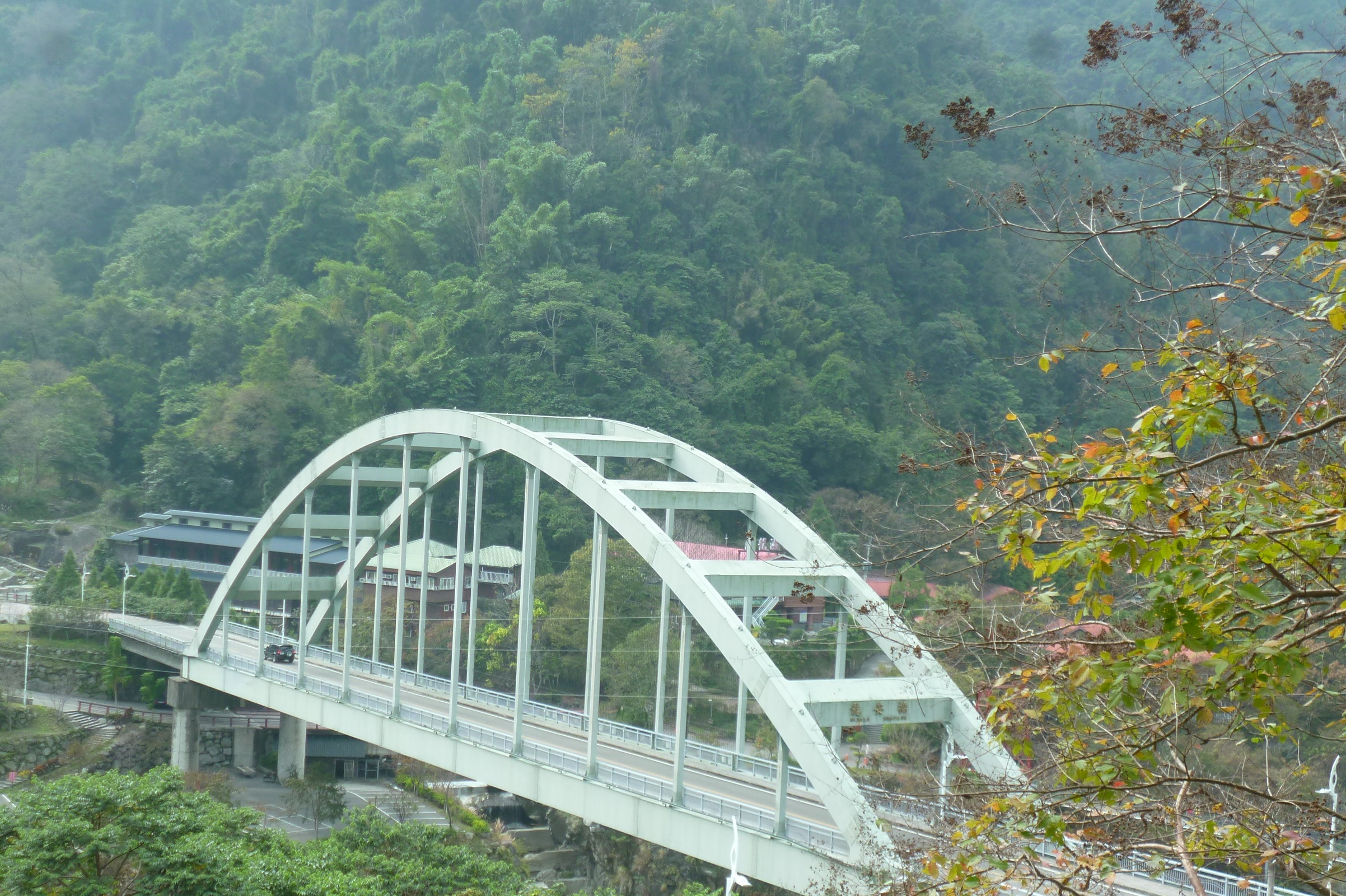
前往騰龍溫泉山莊以及鳥尾山的龍安橋

泰安溫泉是臺灣溫泉景點之一，位於苗栗縣泰安鄉錦水村。最早是當地泰雅族人發現這裡有溫泉。1910年，臺灣總督府為供警察及眷屬泡湯療浴，才在此設置警察療養所，並取名「上島溫泉」。日本戰敗撤離後，由國民政府接管臺灣，苗栗縣警察局取得上島溫泉的水權，將警察療養所改名為「泰安招待所」。1963年，時任臺灣省主席黃杰將該地的溫泉稱為「虎山溫泉」。1978年，時任行政院長蔣經國則又將虎山溫泉改稱為「泰安溫泉」。

## 外部連結
- 泰安溫泉 交通部觀光局 （页面存档备份，存于）
- 泰安溫泉區苗栗文化觀光旅遊網 （页面存档备份，存于）